# Antin Łukaszewycz
Antin Łukaszewycz (ur. 18 lutego 1873  – zm. 27 maja 1936 w Czerniowcach) – ukraiński polityk i działacz społeczny na Bukowinie.
Był posłem do Rady Państwa XI kadencji, a w latach 1911-1918 posłem do Sejmu Krajowego Bukowiny. W latach 1927–1928 senator parlamentu Rumunii. W 1918 był jednym z członków Ukraińskiej Rady Narodowej.
Współzałożyciel Ukraińskiej Organizacji Ludowej (UNO) na Bukowinie.